# Vitale Venzi
Vitale Venzi (1903-1944) est un ancien sauteur à ski et spécialiste italien du combiné nordique.

## Résultats

### Jeux olympiques
| Épreuve / Édition | St Moritz 1928 |
| Saut à ski        | 13e            |
| Combiné nordique  | 25e            |
| Ski de fond       | 35e            |

### Championnats du monde de ski nordique
| Épreuve / Édition | Cortina d'Ampezzo 1927 | Zakopane 1929 |
| Saut à ski        | 6e                     | 24e           |

### Championnats d'Italie
- Il remporte en 1928 et 1929 le championnat d'Italie de combiné nordique.
- En saut à ski (de), il remporte le titre en 1929, 1930 et 1933. Il termine 2e en 1928.